# Маска (приповетка)
„Маска” (енгл. The Mask) је приповетка коју је Роберт В. Чејмберс објавио у збирци Краљ у жутом 1895. године. Прича укључује теме фантастике и алхемије, као и уметности, љубави и опасне науке, а садржи мотиве Краља у жутом. Главни фантастични елемент у причи је мистериозна течност способна да претвори жива бића у мермерне скулптуре.

## Радња

### Први део
Прича почиње одломком из измишљене драме Краљ у жутом, чин I, сцена 2:
Камила: Ви, господине, треба да скинете маску.

Странац: Заиста?

Касилда: Заиста, време је. Сви смо одложили маске, осим вас.

Странац: Ја не носим маску.

Камила: (престрашена, поред Касилде) Не носи маску? Не носи маску!
У свом дому у Паризу, талентовани вајар Борис Ивен завршио је радове који представљају фигуре као што су Мадона и Купидон, и ради на представљању Суђаја. Кроз необичан хемијски процес, он је такође успео да произведе мистериозну течност која претвара жива бића уроњена у њу у чисте мермерне представе њих самих. Он показује дејство течности свом пријатељу сликару Алеку, урањајући у њу љиљан и златну рибицу, претварајући оба у прелепе скулптуре од белог мермера са азурним и ружичастим нијансама.
Усред дискусија о Борисовим скулптурама и његовом оклевању да свету открије ову трансформативну тајну, јер би то заувек пореметило науку и уметност, динамика између ликова постаје очигледна, јер постоји неизречени љубавни троугао који укључује Бориса, Алека и Женевјев, Борисову љубавницу која је била и модел за његову хваљену скулптуру Мадоне. Женевјевина стално променљива расположења и интеракције наговештавају дубље емоције и тензије унутар трија.

### Други део
Други део се фокусира на свакодневни живот и динамику између Бориса, Алека, Женевјев и њиховог заједничког пријатеља Џека Скота. Борис наставља своје експерименте са трансформативном течношћу, случајно замало заронивши Алека у базен испуњен њоме. Касније, Борис и Џек одлазе на уметничку изложбу, остављајући Алека да ради на пројекту за Женевјевин будоар.
Алекове уметничке фрустрације доводе до тога да направи паузи, и он се опушта у соби за пушење, на крају задремајући. Буди се уз страшно тужну музику и открива Женевјев како плаче у мрачној соби, свирајући спинет. Помешавши Алеков глас са Борисовим, Женевјев, која је налетела на вучју главу у соби и уганула скочни зглоб, колабира од бола, откривајући да је сама и повређена. Борис и кућна послуга су одсутни, а Алек се осећа кривим што није раније схватио и што је понудио помоћ.
Борис и Џек су и наредног дана одсутни, а Алек, забринут за њено добро, покушава да јој помогне. Покушава да је увери малом лажи о музици, што изазива Женевјевину захвалност. На крају, Алек договара помоћ и оставља Женевјев на бригу служавки.

### Трећи део
Борис махнито брине о Женевјев док она подлеже мистериозној грозници. Борис, да би се одвратио од невоље, претвара још једну златну рибицу у мермер трансформативном течношћу, а затим одлучује да то уради и белом зецу. Алек избегава да присуствује томе, и уместо тога узима да чита драму Краљ у жутом.
Још увек у грозници, Женевјев се накратко буди и изговара Алеково име. Док је Алек запањен овим, Борис покушава да утеши свог пријатеља, говорећи „Ниси ти крив, Алек, не жалости се што она тебе воли”.
Алек журно одлази, водећи Џека са собом, и закључује да ће се и он разболети. Упада у дуготрајан период болести, а последње чега се сећа пре тога било је што је Џек рекао: „Забога, докторе, шта му је, због чега му је лице такво?”, што је Алека подсетило на Бледу маску у Краљу у жутом.
Две година касније, болесни Алек је увучен у период грозничавог делиријума са застрашујућим халуцинацијама које укључују Бориса, Женевјев и мотиве Краља у жутом. Подсећа и да су Женевјевине речи заправо биле „Волим те, али мислим да више волим Бориса”. Док се опоравља, Џек се брине о њему и он више пута тражи од Џека да види Бориса и Женевјев, али му овај то никада не дозвољава.
Пре него што се скоро потпуно опорави, Алек размишља да поново види Бориса и Женевјев, са циљем да заувек напусти њихове животе. Међутим, Џек коначно открива да су обоје мртви. Алек, у налету беса, тоне у недељама рецидива, након чега Џек, у срцепарајућем наративу, открива шта се догодило њиховим пријатељима – Женевјев се удавила у базену након што је тамо пала под дејством лекова, претварајући се у мермерну скулптуру, а Борис је пуцао у себе у очају. Џек такође говори Алеку о својим педантним поступцима да искорени сваки траг трансформативне течности и формуле за њено стварање након трагичних догађаја, као и да је са доктором учинио све што је могао да заташка чудне догађаје. Затим открива Борисов тестамент, којим се све завештава Женевјев, са кућом и мермерним скулптурама које су остављене Алеку, а Џеку је поверено друго имање.
Разорно откриће оставља Алека сломљеног, схватајући коначност њихових испреплетених живота и дубоку трагедију која их је заувек раздвојила.

### Четврти део
Након што је наследио Борисову кућу, Алек се коначно суочава са прогањајућим сећањима враћајући се у свој стан. Међутим, схрван тишином и тугом, одлази у Цариград, проводећи две године на истоку покушавајући да побегне од трагедије. Ипак, сећања на Бориса и Женевјев се стално појављују, на крају у писмима од Џека, иако су њих двојица у почетку избегавали да се дотакну те теме.
На Џеков хитан захтев, Алек се враћа у Париз, где проводе време заједно, посећујући Борисов гроб. Међутим, Џекови немирни снови и необјашњива анксиозност подстичу их да се привремено раздвоје. Алек одлучује да се пресели у Борисову кућу, сада његову, проналазећи утеху у сликарству, али избегавајући мермерну собу у којој почива Женевјевино тело, сада лепа мермерна скулптура.
Једног априлског поподнева, привучен неодољивом силом, Алек коначно отвара запечаћена врата мермерне собе. Окупан сунчевом светлошћу, открива Женевјев како лежи под нежним Мадониним погледом, са благом топлином испод мермера. Схрван, љуби мермер и повлачи се у кућу.
Док седи у конзерваторијуму и чита Џеково писмо, прекида га собарица, говорећи о чудним догађајима − живи зец је заменио мермерног, а жива рибица појавила се на месту мермерне. Фрустриран, Алек истражује, проналазећи мермерни љиљан претворен у свеж, мирисни цвет. Одједном схвативши, јури назад у мермерну собу. Док се врата отварају, Женевјев, жива и румена, буди се из свог мермерног сна, поздрављена небеским осмехом Мадоне.

## Ликови
- Алек: Двадесетогодишњи протагониста приче и приповедач; сликар заљубљен у Женевјев.
- Борис Ивен: Двадесеттрогодишњи амерички вајар руског и француског порекла, Женевјевин љубавник и Алеков пријатељ.
- Женевјев: Прелепа осамнаестогодишњакиња и Борисова љубавница.
- Џек Скот: Још један Алеков пријатељ.